# Mahinur Özdemir
Pour les articles homonymes, voir Özdemir.
Mahinur Özdemir, née le 7 novembre 1982 à Schaerbeek, est une femme politique et diplomate belgo-turque. Elle est ministre turque de la Famille, du Travail et des Services sociaux depuis le 3 juin 2023 au sein du gouvernement Erdoğan V. Elle était membre du parti Centre démocrate humaniste, dont elle a été expulsée en 2015 pour avoir refusé de reconnaître le génocide arménien.

## Biographie
Elle est titulaire d’une licence en science politique, orientation administration publique, obtenue à l'université libre de Bruxelles.
En 2006, elle est élue conseillère dans la commune de Schaerbeek sous les couleurs du cdH (devenu Les Engagés).
Elle a été investie le 23 juin 2009 au Parlement bruxellois après avoir été élue sur la liste du Centre démocrate humaniste. Elle est la première parlementaire d'Europe portant le voile islamique, ce qui suscite de longs débats sur le port de signes religieux dans une assemblée politique.
En 2012, Mahinur Ozdemir s'est présentée en 4e position sur la liste de candidats cdH pour les élections communales à Schaerbeek.
Mahinur Ozdemir est réélue comme députée régionale à l'issue des élections du 25 mai 2014 (10e candidate effective sur la liste du cdH).
Après avoir été exclue du cdH en 2015 pour ne pas reconnaître clairement le génocide arménien, Mahinur Özdemir Goktas continue ses mandats régional et communal en tant qu’élue indépendante.
Le 1er janvier 2020, elle est officiellement nommée à la tête de l'ambassade de Turquie, fonction qu'elle conserve jusqu'en 2023.
Elle intègre le gouvernement turc en juin 2023 en tant que ministre de la Famille.

## Négation du génocide arménien

### Propos négationnistes
Le Comité de Vigilance Citoyen a déposé plainte en juin 2009 auprès du Centre de l'égalité des chances et de la lutte contre le racisme (CECLR) contre la députée bruxelloise cdH Mahinur Özdemir pour des propos négationnistes au sujet du génocide arménien qu'elle aurait tenus dans un média turc en novembre 2007. Elle déclare « ne vraiment pas se souvenir si elle a tenu ou non de tels propos » mais n'a pas clarifié sa position au sujet du génocide arménien.

### Exclusion du CDH
Le 29 mai 2015, elle est exclue du cdH pour son refus de reconnaître le génocide arménien et invitée à remettre ses mandats de députée régionale et de conseillère communale au parti. En réponse, l'intéressée juge son exclusion injustifiée et explique qu'elle condamne « tous les massacres de l'histoire ». Certains observateurs font par ailleurs remarquer qu'au moment de l'exclusion de Mahinur Özdemir par son parti, la Belgique elle-même n'a pas officiellement reconnu le génocide arménien. Le 14 décembre 2015, le bureau politique du cdH confirme l'exclusion de l'intéressée au terme de la procédure interne d'appel qu'elle avait intentée.